# Heuschrecke 10
Heuschrecke 10(tiếng Anh:Grasshopper 10) là tên một mẫu thử nghiệm pháo tự hành và phương tiện mang theo vũ khí(tiếng Đức: Waffenträger -tiếng Anh:weapon carrier) được phát triển bởi Krupp-Gruson vào giữa năm 1943-1944.Tên kĩ thuật đầy đủ của nó là 105 mm leichte Feldhaubitze 18/1 L/28 auf Waffenträger Geschützwagen Ivb và được hoàn thành tại Magdeburg, Đức.Ưu điểm của Heuschrecke 10 chính là tháp pháo của nó, được thiết kế hơi nhô ra phía trước và có thể bắn từ xa-yểm trợ bộ binh-củng cố công trình quân sự(lô-cốt, boong-ke).
Tuy nhiên, Krupp chỉ sản xuất có ba mẫu từ năm 1942-1943, có số sê-ri từ 582501 đến 582503.Ban đầu, Heuschrecke được lắp ráp trên khung tăng Panzer-IV, nhưng về sau lại sử dụng khung Geschützwagen IV(cũng được sử dụng cho pháo tự hành Hummel).Việc sản xuất đại trà Heuschrecke 10 được dự định bắt đầu vào tháng 2/1945, nhưng không bao giờ được thực hiện vì Đức Quốc xã đã gần thua trận.

## Lược sử phát triển

### Phát minh tiền thân

Sd.Kfz. 165/1

Cuối tháng 9/1939, Krupp đã thiết kế ra một loại pháo tự hành mới có tháp pháo giống như lựu pháo và thân sau có thể mang theo vũ khí khác.Pháo tự hành này có tên Sonderkraftfahrzeug 165/1(tiếng Anh:Special Purpose Vehicle 165/1-tạm dịch:phương tiện có nhu cầu đặc biệt 165/1).Bản thiết kế này đã có những điểm tương đồng với Heuschrecke nhưng vẫn còn khác ở chỗ tháp pháo không được gắn hệ thống máy truyền động.
Sau khi thử nghiệm, Sd.Kfz. 165/1 được quân đội Đức chấp thuận cho hoạt động vào tháng 1/1940.Vào năm 1941, tập đoàn Krupp bắt đầu một mẫu pháo tự hành có cấu tạo tương tự như Sd.Kfz.165/1 nhưng được trang bị pháo chính 105 mm leichte Feldhaubitze 18/1 L/28(tiếng Anh:light field howitzer 18/1 L/28-tạm dịch:lựu pháo hạng nhẹ 18/1 L/28), được gắn trên khung tăng Panzer IV, sử dụng động cơ Maybach HL66P(6 xi lanh) có thể tạo ra công suất hơn 188 mã lực(140 kW).Theo như kế hoạch sản xuất, có khoảng 200 chiếc được đặt hàng nhưng đến bốn tháng cuối năm 1942, chỉ có mười chiếc được hoàn thành.

### Phát triển
Việc sản xuất Heuschrecke được bắt đầu vào năm 1942, khi Krupp nhận được lệnh phải thiết kế một loại pháo tự hành mới.Vào năm 1943, Krupp sản xuất được ba mẫu(có số sê-ri từ 582501-582503), được đặt theo tên kĩ thuật là Heuschrecke 10 hoặc Heuschrecke Ivb.Heuschrecke được thiết kế nhằm thay thế loại pháo tự hành Wespe cũ kĩ vào tháng 5/1944.Việc thay thế này là tất yếu bởi vì Wespe có lớp giáp bọc quá mỏng, vũ khí yếu và động cơ hoạt động rất chậm.
Ngoài lý do trên, Heuschrecke còn được sử dụng để đối đầu với các tăng và pháo tự hành Liên Xô.Sau khi thua trận Mát-Xcơ-Va, Đức Quốc xã cần các loại phương tiện chiến đấu mới để dốc toàn lực vào các trận đánh tiếp theo.Vì số lượng pháo tự hành chống tăng của Đức Quốc xã bị mất mát rất nhiều trong các trận đánh lớn trước đó nên Hitler cần phải huy động các hãng sản xuất tăng cường đưa ra chiến trường các loại pháo tự hành mới.
Heuschrecke hoạt động như một loại pháo tự hành, đằng sau được gắn thanh sắt kéo vũ khí.Tháp pháo được thiết kế nhô ra phía trước giống như các loại lựu pháo, được lắp khung tăng Panzer IV.

### Những mẫu tương tự
Mẫu Heuschrecke do Krupp thiết kế có những điểm tương đồng với mẫu 105 mm leFH 18/40/2 auf Geschützwagen III/IV(phục vụ từ tháng 3/1944) do Alkett/Rheinmetall-Borsig thiết kế.Theo như báo cáo trên chiến trường, mẫu pháo tự hành mới của Alkett/Rheinmetall-Borsig "biểu diễn" tốt hơn Heuschrecke 10 của Krupp.Việc sản xuất được chính thức bắt đầu vào tháng 10/1944 nhưng lùi lại đến tháng 12/1944 vì phải thay thế khung tăng Geschützwagen IV.Mọi quy trình kĩ thuật được hoàn thành vào tháng 2/1945, nhưng không có chiếc nào được sản xuất.

### Sự huỷ bỏ
Bộ chỉ huy tối cao quân đội Đức Quốc xã cho rằng việc đưa Heuschrecke ra chiến trường lúc này sẽ làm chậm tiến độ sản xuất dòng Panzer.Thứ hai, nguyên liệu sản xuất Heuschrecke tìm kiếm rất khó nhất là ngăn chứa vũ khí đằng sau của nó.Tuy nhiên người chỉ huy lực lượng Panzer-Heinz Guderian lại cho rằng việc thiết kế cũng như sản xuất Heuschrecke sẽ không tốn thời gian mấy.Nhưng dù sao, dự án Heuschrecke chính thức dừng hoạt động vào tháng 2/1943.

## Mô tả

### Tháp pháo

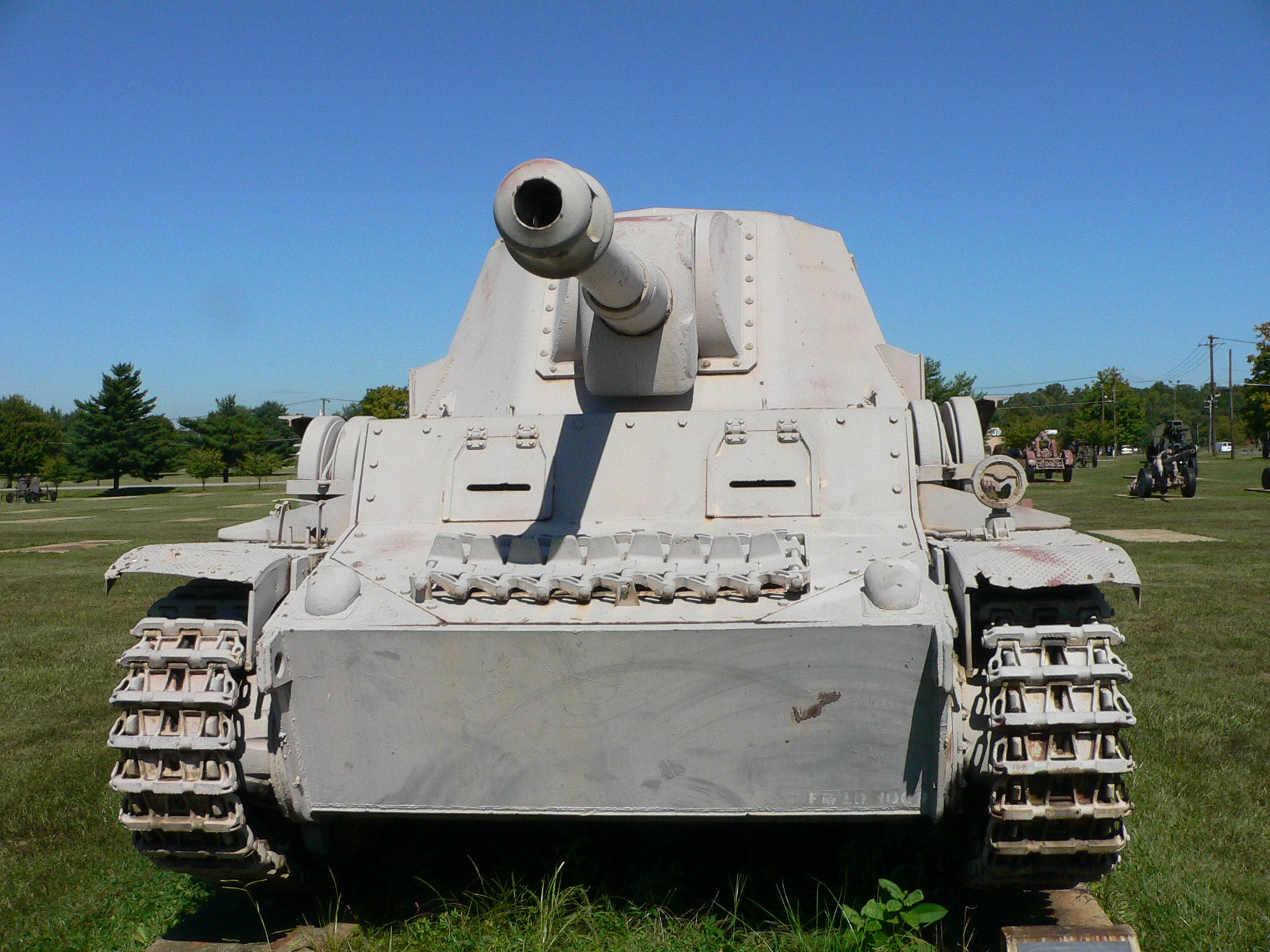
Tháp pháo của Heuschrecke nhìn từ mặt trước

Một trong những ưu điểm của Heuschrecke chính là tháp pháo của nó, tháp pháo có cấu tạo dễ tháo lắp cũng như hoạt động rất linh hoạt, một cần cẩu nhỏ đằng sau có thể tháo tháp pháo ra và lắp vào bên trong một công trình quân sự.Mặc dù được trang bị pháo chính, nhưng Heuschrecke được thiết kế nhằm mang theo pháo đằng sau.Khi tháo phần tháp pháo ra, phần thân còn lại có thể được sử dụng làm ngăn chứa đạn, bệ đặt pháo và xe sửa chữa.Nếu như có gắn tháp pháo, Heuschrecke sẽ được trang bị pháo chính 105 mm leFH 18/1 L/28.

## Khung tăng
Thân Heuschrecke được làm bằng một lắp sắt hàn kết dính với nhau với độ dày từ 10–25 mm, phần giáp bọc được thiết kế hơi nghiêng khiến cho đạn pháo dễ dàng hơn trong việc xuyên thủng cả giáp sườn và giáp trước.Nó có ngăn chứa đạn khá lớn nhằm dữ trữ đạn cho lựu pháo kẹp đằng sau.
Bản thiết kế đầu tiên sử dụng động cơ 12 xi-lanh Maybach HL90, nhưng để dễ sản xuất nó được lắp lại động cơ 12-xi lanh Maybach HL100.Hộp tốc độ gồm 4 số tiến và một hệ thống tỉ số truyền bánh răng ngược.Bánh răng thứ nhất và thứ hai có cùng tốc độ, tuy nhiên từ bánh thứ hai trở đi lực mômen xoắn đã nhanh và mạnh hơn rất nhiều.Bánh thứ ba và tư có tốc độ quay nhanh hơn hai bánh đầu.

### Trọng lượng
Heuschrecke có trọng lượng khoảng 23 tấn, nó nhẹ hơn pháo tự hành SU-122 của lực lượng Xô Viết 7.9 tấn(trọng lượng của SU-122 là 30.9 tấn) và nhẹ hơn pháo tự hành Sexton của lực lượng Canada 2.86 tấn(trọng lượng của Sexton là 25.86 tấn).Heuschrecke nặng hơn pháo tự hành M7 Priest của quân Mỹ 0.03 tấn(M7 Priest có trọng lượng khoảng 22.97 tấn).Panzer IV nặng hơn Heuschrecke 500 kg.Chỉ có một loại pháo tự hành của Đức duy nhất nhẹ hơn Heuschrecke đó là Wespe(có trọng lượng 11 tấn).

## Bảng so sánh thông số kĩ chiến thuật giữa các hãng sản xuất
| Thông số kĩ chiến thuật  | Sonderkraftfahrzeug.165/1 | Krupp-Gruson | Rheinmetall-Borsig |
| ------------------------ | --- | --- | --- |
| Trọng lượng              | 18,000 kg | 23 tấn | 25 tấn |
| Kíp chiến đấu            | 4 người | 5 người | 5 người |
| Động cơ                  | Maybach HL 66 / 6-xi lanh / 188 hp (140 kW) | Maybach HL 100 12-xi lanh / 410 hp (306 kW) | Maybach HL 90 12-xi lanh / 360 hp (268 kW) |
| Tốc độ di chuyển         | 35 km/h | 45 km/h | 45 km/h |
| Tầm hoạt động            | Trên đường nhựa: 240 km / Trên đường đất: 130 km | Trên đường nhựa: 300 km | Trên đường nhựa: 300 km |
| Dung tích                | 410 lít | | |
| Chiều dài                | 5.90 m | 6.00 m | 6.80 m |
| Chiều rộng               | 2.87 m | 3.00 m | 3.00 m |
| Chiều cao                | 2.25 m | 3.00 m | 2.90 m |
| Vũ khí                   | 105 mm leichte Feldhaubitze 18/1 L/28 | 105 mm leichte Feldhaubitze 18/1 L/28 | 105 mm leichte Feldhaubitze 18/40/2 L/28 |
| Loại đạn sử dụng         | 105 mm - 60 viên | 60 viên | 80 viên |
| Lớp giáp bọc (mm/góc độ) | Cấu trúc bên trên(tháp pháo;pháo chính;đĩa) mặt trước: 30/10 - Thân tăng phía trước: 30/12 - Tháp pháo mặt trước: 20/20 - Khiên chắn của pháo chính: 20/0-70 - Cấu trúc mặt bên: 14.5/0 - Thân tăng mặt bên: 14.5/0 - Tháp pháo mặt bên: 14.5/15 - Cấu trúc phía sau: 14.5/20 - Thân tăng mặt sau: 14.5/10 - Tháp pháo mặt sau: 14.5/10 - Cấu trúc trên đỉnh: 10/90 - Phần kết cấu giao nhau giữa thân tăng và bộ phận xích: 14.5/90 - Phần đỉnh tháp pháo: đóng-mở được | - Thân tăng: - Mặt trước 30/20 - Cạnh sườn: 16/0 - Mặt sau: 16/20 - Đỉnh: 10/90 - Tháp pháo - Mặt trước: 30/30° - Khiên chắn tháp pháo: 30 - Cạnh sườn và mặt sau: 16 at 20–25° - Đỉnh tháp pháo: 0 (có thể đóng-mở được) - Cấu trúc xe tăng: - Đỉnh 10/90 - Mặt trước: 30 tại góc 20° - Cạnh sườn: 16/0 - Mặt sau: 16/20 | - Thân tăng: - Mặt trước: 20/20 - Cạnh sườn: 20/0 - Mặt sau: 20/10 - Đỉnh tháp pháo: 10/90 - Tháp pháo: - Mặt trước: 10/25 - Khiên chắn pháo chính: 10/0 - Mặt sườn: 10/25 - Mặt sau: 10/12 - Đỉnh tháp pháo: 0 (có thể đóng-mở được) - Cấu trúc xe tăng: - Đỉnh: 10/90 - Mặt trước: 30/20 - Cạnh sườn: 10/0 - Mặt sau: 10/10 |